# Joel Stein
Pour les articles homonymes, voir Stein.
Cet article possède un paronyme, voir Joël Stein.
Joel Stein, né le 23 juillet 1971, est un journaliste et un satiriste américain. Il est connu pour ses rubriques dans TIME, Entertainment Weekly et The Los Angeles Times.

## Biographie
Le 19 décembre 2008, Joel Stein publie un article qui suscite la polémique. Il y souligne le fait que les Juifs contrôlent presque totalement l'industrie cinématographique d'Hollywood et ajoute selon le "Jewish Journal" que « en tant que Juif fier de l'être, il souhaite que cette situation perdure ».